# Roma Open 2012
Il Roma Open 2012 è stato un torneo professionistico di tennis giocato sulla terra rossa. È stata l'11ª edizione del torneo che fa parte dell'ATP Challenger Tour nell'ambito dell'ATP Challenger Tour 2012. Si è giocato ad Roma in Italia dal 7 al 12 maggio 2012.

## Partecipanti

### Teste di serie
| Nazionalità | Giocatore       | Ranking* | Testa di serie |
| ----------- | --------------- | -------- | -------------- |
| Lussemburgo | Gilles Müller   | 62       | 1              |
| Lettonia    | Ernests Gulbis  | 84       | 2              |
| Portogallo  | Rui Machado     | 90       | 3              |
| Italia      | Simone Bolelli  | 98       | 4              |
| Croazia     | Antonio Veić    | 127      | 5              |
| Regno Unito | James Ward      | 137      | 6              |
| Francia     | Guillaume Rufin | 154      | 7              |
| Russia      | Andrej Kuznecov | 157      | 8              |

- Ranking al 30 aprile 2012.

### Altri partecipanti
Giocatori che hanno ricevuto una wild card
- Alberto Brizzi
- Marco Cecchinato
- Thomas Fabbiano
- Gianluigi Quinzi

Giocatori con uno special exempt:
- Andrej Martin

Giocatori passati dalle qualificazioni:
- Henri Laaksonen
- Boris Pašanski
- Walter Trusendi
- Rhyne Williams

## Campioni

### Singolare
Jerzy Janowicz ha battuto in finale  Gilles Müller con il punteggio di 7–6(3), 6–3

### Doppio
Jamie Delgado /  Ken Skupski hanno battuto in finale  Adrián Menéndez Maceiras /  Walter Trusendi, 6–1, 6–4